# Tosa Mitsunori

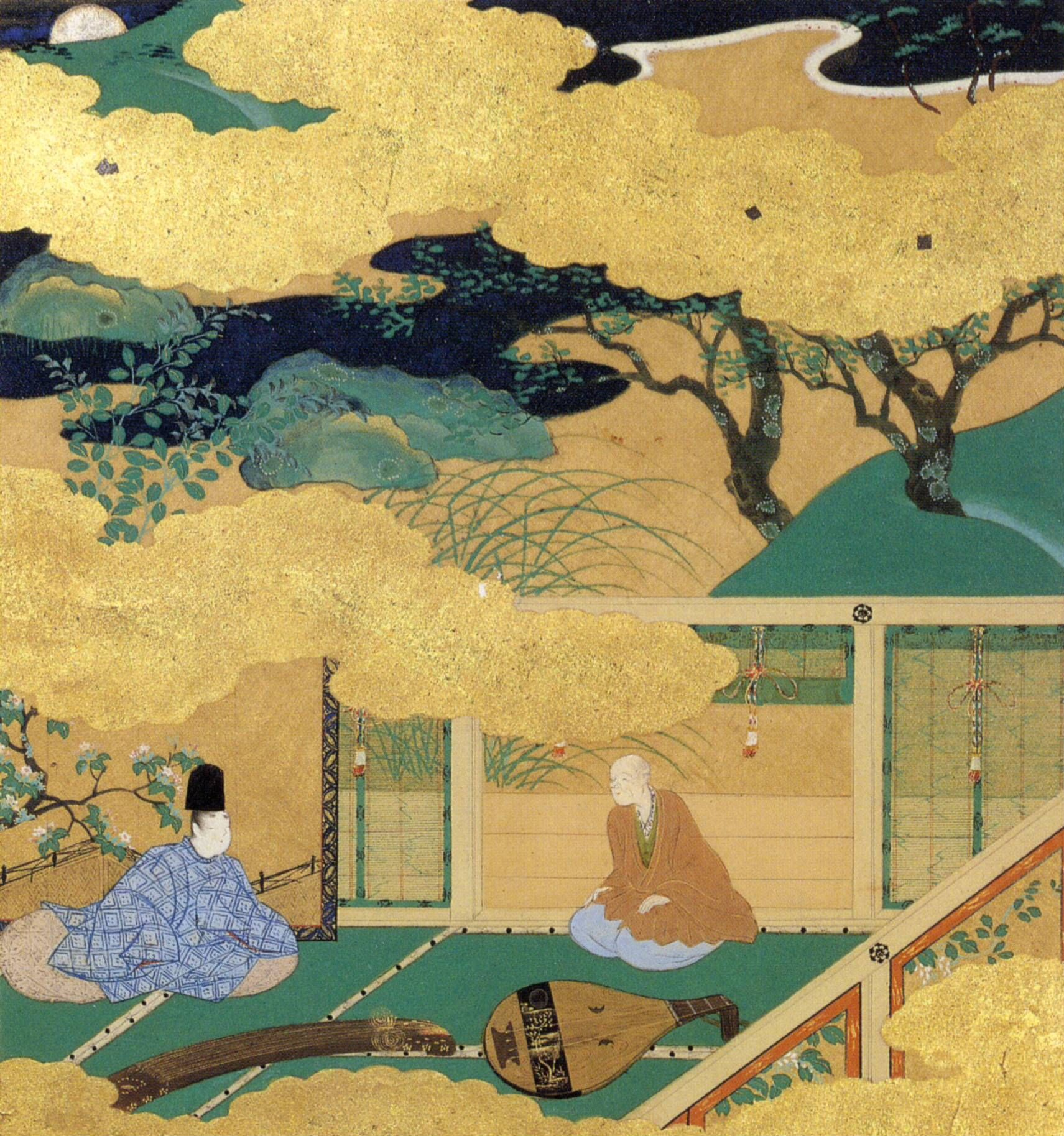
Aus dem Genji-Monogatari

Tosa Mitsunori (japanisch 土佐 光則; geb. 1583; gest. 1. März 1638) war ein japanischer Maler der Tosa-Schule während der Momoyama- und frühen Edo-Zeit.

## Leben und Werk
Tosa Mitsunori war der älteste Sohn (oder möglicherweise ein Schüler) von Tosa Mitsuyoshi. Er seinerseits war der Vater von Mitsuoki.  In seiner Jugend arbeitete er in Sakai wohl zusammen mit seinem Vater als „Städtischer Maler“ (町絵師, Machi e-shi), wobei er gelegentlich auch Aufträge aus der Kanō-Schule übernahm. 
1636 zog Mitsunori mit seinem Sohn Mitsuoki nach Kioto um, aber Mitsuoki erhielt die von ihm angestrebte Position als Oberhaupt der Abteilung für Malerei des kaiserlichen Hofes erst zwei Jahrzehnte nach Mitsunoris Tod.
Unter den wenigen erhaltenen Werken Mitsunoris findet sich die „Legende des Taima Mandala“ (当麻曼荼羅縁起, Taima mandara engi), eine Bildrolle im Besitz der Sammlung der Noshi-Familie, die er zusammen mit Malern der Kanō-Schule und mit Priester-Malern des Kōfuku-ji  gestaltete. Der Stil ist ziemlich konservativ.